# Кардинальні закони
Кардинальні закони — закони Речі Посполитої другої половини XVIII ст.

## 1767—1768 роки
Перші кардинальні закони були прийняті в 1767—1768 рр. у Варшаві на так званому Рєпнінському сеймі. Вони включали основні принципи системи шляхетської демократії, що гарантували шляхту: вільні вибори, збереження на сеймах liberum veto, право висловлювати непокору королю, особисту недоторканність (neminem captivabimus), привілеї в управлінні та володінні землею та владою над селянством.
Їх гарантувала Катерина II. Вони посилалися за духом на Генрихові артикули і також мали характер основного закону. Ці закони не можна було змінити — вони мали бути постійними. Вони забезпечували збереження старого порядку речей, на який погоджувалася коаліція магнатів і «прихильників політики сусідніх країн». Завдяки цьому права були гарантовані Росією 1768 року, а також усіма трьома сусідніми державами (Пруссією, Австрією та Росією) 1775 року. У результаті такого перебігу справ сусіди Речі Посполитої отримали можливість впливати на її внутрішню політику. Вони були скасовані Чотирирічним сеймом і відновлені 1793 року Гродненським сеймом.
Кардинальні закони також відносяться до набору основних політичних принципів, сформульованих ще в XVII столітті. Слідування за ними гарантувало збереження знаменитої золотої свободи.
1768 року сейм прийняв наступні кардинальні закони та справи, класифіковані як «materiae status», які можуть бути ухвалені або змінені лише одностайним рішенням сейму:

### Кардинальні закони (незмінні)
- Принцип вільних виборів
- Принцип liberum veto обмежувався питаннями статусу, а попередній зрив сейму було скасовано.
- Принцип Neminem Captivabimus — особиста недоторканність знаті
- Право відмовитися від покори королю (утворити конфедерацію та повстання)
- Виключне право шляхти займати посади та володіти землею
- Майже необмежена влада спадкоємців над селянами (крім можливості смертної кари, яка відтепер була закріплена за земським, гродським чи міським судом; за вбивство селянина, вчинене «зловмисно, а не випадково», шляхтич «мав бути покараний у порядного суду» не з оплатою землі, а з утратою власної голови — було поширено на всю Річ Посполиту норми статті 1 глави 12 III Статуту Литовського 1588 р.)
- Унія з Литвою
- Збереження привілеїв Королівської Пруссії
- Принцип рівності — кожен шляхтич має рівне право на спадкування земельних маєтків, почестей, сенаторських і маршальських посад, а також духовних і світських посад, привілеїв для городових і негородових староств. Ця рівність не применшується жодними титулами[3].

### Materiae status
Materiae status (лат. державна справа) — закони, які можна було змінити лише за згодою всіх депутатів сейму.
- Зміна та підвищення податків
- Розширення армії
- Укладання конвенантів і комерційних угод
- Оголошення війни та укладення миру
- Грошові питання
- Зміни в способі складання та складання
- Виклик народного руху
- Зміни та створення нових офісів
- Надання корінного населення[3]

Інші питання були віднесені до економічних, які вирішувалися більшістю голосів.

## 1775 рік
Кардинальні права обговорювалися на сеймі 1775 року. Їхня нова редакція в статті 2 підтвердила це з 1768 року з деякими змінами, такими як створення Постійної ради.

## 1791 рік
У січні 1791 року Великий сейм видав третю редакцію «Кардинальних законів», відкинувши в статті 7 їх царську гарантію: «Будь-яка іноземна гарантія польського уряду, що суперечить незалежності Республіки та ображає її суверенітет, є і завжди буде недійсною, і жодна подібна гарантія під будь-яким приводом не може бути запропонована або прийнята ні від кого в Республіці, і це є нашим основним законом». Постійна Рада була скасована сеймом двома роками раніше, 21 січня 1789 року.
Стаття 11 вважається початком законів, що гарантують свободу слова в Речі Посполитій.

## 1793 рік
Поділовий сейм 1793 року значною мірою відкинув поправки Великого сейму і відновив попередній стан речей.